# Alkärret, Hultsfreds kommun
Alkärret är ett naturreservat i Hultsfreds kommun i Kalmar län.
Området är naturskyddat sedan 2006 och är 4 hektar stort. Reservatet som ligger mellan järnvägsspåren genom Hultsfred och Hulingen består av ett alsockelkärr och ett litet lövskogsområde. 